# Bob Goodlatte
Robert William Goodlatte, dit Bob Goodlatte, né le 22 septembre 1952 à Holyoke (Massachusetts), est un homme politique américain, membre du Parti républicain et élu de Virginie à la Chambre des représentants des États-Unis de 1993 à 2019.

## Biographie

### Jeunesse et études
Bob Goodlatte est originaire du Massachusetts. Après des études au Bates College et à la Washington and Lee University, il devient avocat. Il obtient un doctorat en 1977 puis travaille deux ans pour le représentant fédéral M. Caldwell Butler (en).

### Engagement politique

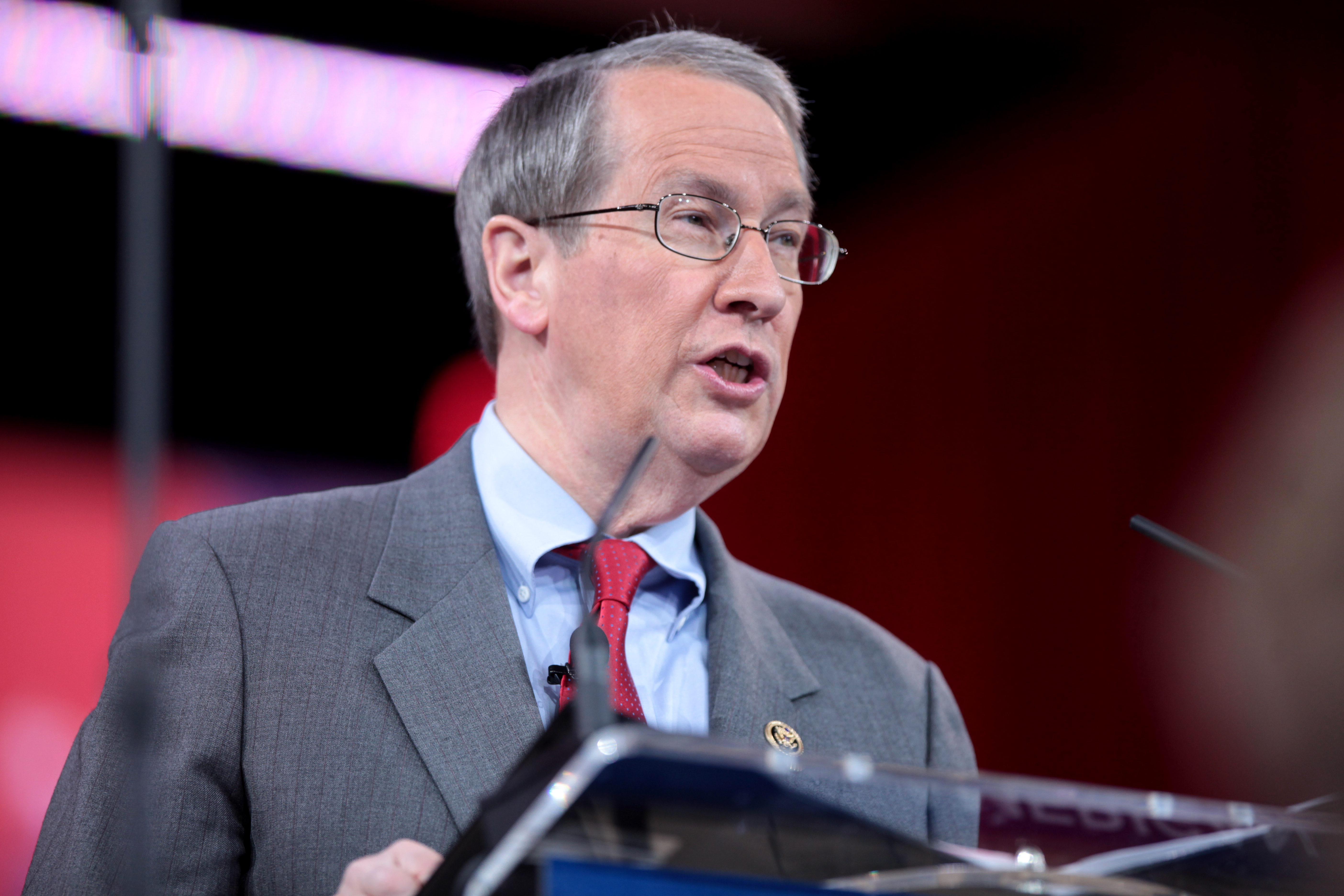
Goodlatte s'exprimant à la Conservative Political Action Conference (CPAC) de 2015.

Dans les années 1980, il dirige le Parti républicain de la ville de Roanoke. Lors des élections de 1992, il est élu à la Chambre des représentants des États-Unis avec 60 % des voix face au démocrate Stephen Musselwhite, succédant à Butler dans le 6e district congressionnel de Virginie. Il est réélu tous les deux ans avec plus de 61 % des suffrages, souvent sans adversaire démocrate.
À la Chambre des représentants, il préside le comité sur l'agriculture (durant les 108e et 109e législatures) puis celui sur la justice (de la 113e à la 115e législture). En novembre 2017, il annonce qu'il n'est pas candidat à un nouveau mandat en 2018. Il explique sa décision par la fin probable de sa présidence du comité sur la justice lors de la prochaine législature et sa volonté de passer plus de temps avec sa famille.